# Sâne Morte
Sâne Morte é um rio localizado na França.